# 戦慄女子
『戦慄女子』（せんりつじょし、THE Horrible Girl）は、2018年8月25日からエンタメ〜テレで放送された日本のホラードラマ。

## 概要
エンタメ〜テレが制作するオリジナルホラードラマ第2弾。
第1話 2018年8月25日から第6話 10月27日まで隔週土曜日22:30 - 23:00、毎回、主演女優・監督が違うオムニバス形式で放送する。

## 登場人物
第1話 - 亡霊女
- 小林リサ - 鈴木えりか
- トモヒロ - 山田ロン
- アヤコ - 緋那子
- コージ - 村上和也
- スギウラ - 坂本光希
- 大澤由理、佐田淳、菜美、愛弓、岩崎励人、太田昴、永井樹里、山田寛人

第2話 - シャワー女
- 妖怪・シャワー女 - RaMu 
- 今井 - 萬野崇博
- 雪女 - 河野知美
- 妖怪の母 - 高見綾
- 妖怪（幼少時） - 八束れい
- ヨウジヤマダ、高野健司、平良太宣、春國幸宏、岡田裕太、遊山直奇、吉田業

第3話 - つけられた女
- 林田マリ - 井澤美香子 
- 尾関 - 尾関俊和
- 熊沢 - 熊澤怜奈
- 輝龍

第4話 - トル女
- 真希 - 前田希美 
- 佳代 - 田中真琴
- 大輔 - 新井優
- 陽子 - 幸坂奈菜央
- あつし - 山下永玖
- 女学生 - 前迫莉亜
- さやか - さとうみく

第5話 - 霊にもてる女
- 小森静香 - RaMu
- 吉田業、萬野崇博、加藤幸司、Ko-1、荒木田泰志、清水克彦、磯野亘、広瀬辰也、白奈里渉、熊澤怜奈

第6話 - キャンプ女
- ラビ - 五木あきら 
- ナナ - 萬歳光恵
- ゆーた-安田ゆう
- こーじ-土居健蔵
- とも-夏野香波

## スタッフ
- 企画 - 三塚洋祐（エンタメ〜テレ）
- 宣伝 - 伊藤一之（エンタメ〜テレ）
- 監督 - 深山将也、佐々木勝己、藤田真一
- 脚本 - 深山将也、岩崎う大、脊尾篤弥、なかやまえりか
- 音楽 - maigoishi、そうまかつし、usual name、中井眞勝、中村 修人
- プロデューサー - 片桐和之、黒木公彦、松浦翔
- 協力 - 岩澤宏樹、山本淳一、内田達也、輝龍、MOON STONE、甲田健、Premium entertainment
- 制作協力 - 十影堂エンターテイメント
- 製作・著作 - エンタメ〜テレ

## 放送日程
| 話数  | 放送日        | タイトル     | 脚本                     | 監督       |
| ----- | ------------- | ------------ | ------------------------ | ---------- |
| 第1話 | 2018年8月11日 | 亡霊女       | 深山将也                 | 深山将也   |
| 第2話 | 8月25日       | シャワー女   | 岩崎う大（かもめんたる） | 佐々木勝己 |
| 第3話 | 9月8日        | つけられた女 | 脊尾篤弥                 | 佐々木勝己 |
| 第4話 | 9月22日       | トル女       | なかやまえりか           | 藤田真一   |
| 第5話 | 10月13日      | 霊にもてる女 | 岩崎う大（かもめんたる） | 佐々木勝己 |
| 第6話 | 10月27日      | キャンプ女   | なかやまえりか           | 藤田真一   |